# Кембути
Кембути (яп. 剣淵町 Кэмбути-тё:) — посёлок в Японии, находящийся в уезде Камикава округа Камикава префектуры Хоккайдо. Площадь посёлка составляет 131,20 км², население — 3390 человек (30 июня 2014), плотность населения — 25,84 чел./км².

## Географическое положение
Посёлок расположен на острове Хоккайдо в префектуре Хоккайдо. С ним граничат город Сибецу и посёлок Вассаму.

## Население
Население посёлка составляет 3390 человек (30 июня 2014), а плотность — 25,84 чел./км². Изменение численности населения с 1980 по 2005 годы:
| 1980 | 5481 чел. |  |
| 1985 | 5111 чел. |  |
| 1990 | 4703 чел. |  |
| 1995 | 4466 чел. |  |
| 2000 | 4158 чел. |  |
| 2005 | 3952 чел. |  |

## Символика
Деревом посёлка считается ясень маньчжурский, цветком — Gentiana triflora.